# Lorenzo II. Medicejský
Lorenzo II. Medicejský (12. září 1492 – 4. května 1519) byl vládcem Florencie v letech 1513–1519. Byl také vévodou Urbina v letech 1516–1519. Jeho nemanželský syn Alessandro de Medici se stal prvním vévodou Florencie.

## Život

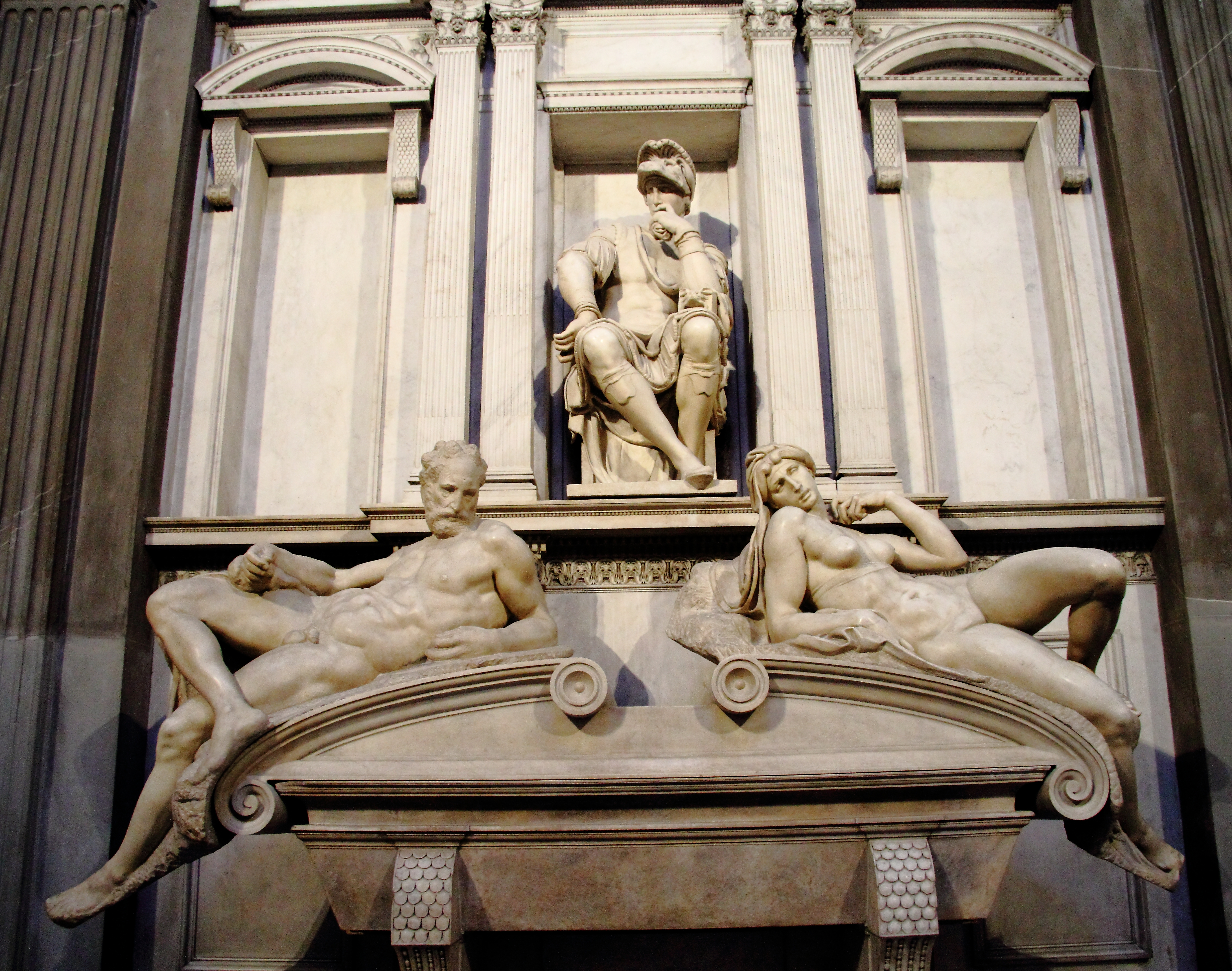
Michelangelovy sochy z náhrobku Lorenza II. v Nové sakristii (1530)

Narodil se ve Florencii jako syn Petra Medicejského a Alfonsiny Orsini. Jeho prarodiči z otcovy strany byli Lorenzo Velkolepý a Clarice Orsini a z matčiny strany Roberto Orsini a Kateřina San Severino.
V roce 1516 ho jeho strýc, papež Lev X. povýšil na vévodu z Urbina. Po krátké nevoli bývalého vévody Francesca Marii I. della Rovere byl Lorenzo jmenován velitelem vojenské jednotky 10.000 mužů, kteří měli za úkol Francesca dopadnout. Lorenzo byl však zraněn a odjel do Toskánska. Lorenzo vévodství Urbino získal smlouvou v září téhož roku 1516. Území se vrátilo rodině della Rovere již po Lorenzově smrti.
Jako vévoda z Urbina se Lorenzo 13. června 1518 oženil s Madeleine de la Tour, dcerou Jana III. hraběte z Auvergne. Z manželství vzešla dcera Kateřina narozená v roce 1519, pozdější manželka francouzského krále Jindřicha II. Kateřina Medicejská.
Lorenzo zemřel na syfilis jen 21 dní po narození dcery a 6 dní po smrti své manželky.
Byl pohřben v Nové sakristii kostela San Lorenzo ve Florencii. Sochy vytvořil Michelangelo v letech 1525–1530: Tumbu zdobí pololežící alegorické sochy Svítání a Soumraku, ve výklenku nad hrobkou je zpodoben Lorenzo ve zbroji římského vojáka s přilbou na hlavě, sedící v pozici zamyšleného filozofa.
| Titul      | vévoda z Urbina                           |
| ---------- | ----------------------------------------- |
| vláda      | 9. března 1513–4. května 1519             |
| Předchůdce | Giovanni de Medici                        |
| Nástupce   | Giulio de Medici                          |
| Manželka   | Madeleine de la Tour                      |
| Děti       | Kateřina Medicejská, Alessandro de Medici |
| Rod        | Medici                                    |
| Otec       | Petr Medicejský                           |
| Matka      | Alfonsina Orsini                          |
| Narození   | 12. září 1492, Florencie                  |
| Smrt       | 4. května 1519 (26 let), Careggi          |